# 北設樂郡
北設樂郡（日语：／ Kitashitara gun */?）為愛知縣東北部的郡。
現管轄有2町1村。
- 設樂町
- 東榮町
- 豐根村